# Jacinta Correia da Costa
Jacinta Correia da Costa (* 10. Januar 1973 in Baucau, Portugiesisch-Timor) ist eine Juristin aus Osttimor. Seit 2003 ist sie Richterin am Tribunal de Recurso de Timor-Leste, dem obersten Gericht Osttimors.

## Werdegang
Costa war Mitglied des Cout of Appeal, dem Berufungsgericht der Special Panels for Serious Crimes (SPSC), einer Sonderkammer des Distriktsgerichts Dilis, die in der Zeit der Übergangsverwaltung der Vereinten Nationen für Osttimor (UNTAET) bis 2005 schwere Verbrechen während der Krise in Osttimor 1999 verfolgte. Im Mai 2001 wurde Costa auf vier Monate begrenzt als Mitglied der unabhängigen Wahlkommission für die Wahlen zur verfassunggebenden Versammlung 2001 abgestellt. Danach kehrte sie zum Distriktgericht Dili zurück. Ende August 2002 ging Costa in Mutterschaftsurlaub.
2003 wurde Costa zusammen mit Gerichtspräsident Cláudio de Jesus Ximenes zur Richterin des neugegründeten Tribunal de Recurso de Timor-Leste ernannt. Gleichzeitig war Costa bereits ein führendes Mitglied der Menschenrechtsorganisation HAK Association.
2007 absolvierte Costa ein Legal Training Centre des Entwicklungsprogramms der Vereinten Nationen (UNDP) und beendete damit eine zweieinhalb Jahre lange post-graduate-Ausbildung, die für alle Richter, Staats- und Rechtsanwälte obligatorisch ist. Am 23. Januar 2012 wurde sie zur ersten Judge Secretary des Obersten Justizrates Osttimors, dem obersten Überwachungsgremiums der Justiz des Landes.